# Halmai Attila
Halmai Attila (Keszthely, 1972. január 7. –) magyar tervező építészmérnök, cégvezető. 2009-ben alapította a Halmai-Art Kft.-t. 2018-ban megkapta a Miskolc Város Építészeti Alkotói díját.

## Tevékenység: építészeti tervezés
- Középiskola: Földes Ferenc Gimnázium, Miskolc, 1990
- Egyetem: Budapesti Műszaki Egyetem – Építészmérnöki Kar, 1995
- Másoddiploma: Magyar Építőművészek Szövetsége – Mesteriskola, Budapest, 2000
- Vezető tervezői fokozat (É1) megszerzése: 2001

## Munkahelyek
- 1995-1997: Interplan, Miskolc (dr. Bodonyi Csaba DLA irodájában)
- 1998-2000 BODONYI Építész Kft., Miskolc
- 2001-2009 HALMAI Építész és Mérnöki Iroda Kft.
- 2009- HALMAI-ART Kft., ügyvezető

## Díjak, pályázatok
- Diplomadíj a diplomatervre – 1995 – Konzulens: Balázs Mihály DLA, Kossuth-díjas építész, jelenleg egyetemi tanszékvezető
- Lőrincz József-díj a diplomatervre – 1995
- Miskolc, Győri kapu-ref. templom pályázat, 1995 – 2.helyezés
- Miskolc, MATÁV-tárgyalóépület, 1996 – 1. helyezés
- Miskolc, APEH-épület bővítése (Puskás Péter munkatársaként)
- Miskolc, Avasi Gimnázium bővítése tervpályázat – 2. helyezés
- Miskolc Város Építészeti Alkotói díja – 2018

## Kiállítások
- Mesterek és tanítványok – Építészeti kiállítás, Budapest – Nemzeti Galéria – 2004
- Fiatal Borsod Megyei Építészek Kiállítása, Miskolc – Kós-ház – 2004
- II. Nemzeti Építészeti Szalon – Műcsarnok, Budapest – 2019

## További szakmai tevékenység
- 2007-2017 a Borsod-Abaúj-Zemplén Megyei Építész Kamara Felügyelő Bizottságának tagja
- 2016- a Miskolc Városi Tervtanács tagja